# Phanerochaete crescentispora
Phanerochaete crescentispora är en svampart som beskrevs av Gilb. & Hemmes 2001. Phanerochaete crescentispora ingår i släktet Phanerochaete och familjen Phanerochaetaceae.   Inga underarter finns listade i Catalogue of Life.